# Royal Rumble (2007)
Royal Rumble 2007 a fost ce-a de-a XX-a ediție a pay-per-view-ului anual Royal Rumble organizat de World Wrestling Entertainment. Evenimentul s-a desfășurat pe data de 28 ianuarie 2007 în arena AT&T Center din San Antonio,Texas.
Melodia oficială a galei a fost "Drones", interpretată de trupa Rise Against.

## Rezultate
| No.                                                  | Rezultate                                                                              | Stipulație                                       | Timp  |
| ---------------------------------------------------- | -------------------------------------------------------------------------------------- | ------------------------------------------------ | ----- |
| Dark match                                           | JTG (cu Shad Gaspard) l-a invins pe Lance Cade (cu Trevor Murdoch)                     | Meci simplu                                      | ??:?? |
| 1                                                    | The Hardys (Matt si Jeff) i-ay invins pe MNM (Joey Mercury si Johnny Nitro) (cuMelina) | Meci pe echipe                                   | 15:27 |
| 2                                                    | Bobby Lashley (c) l-a invins pe Test prin numaratoare                                  | Meci simplu pentru ECW World Championship        | 07:18 |
| 3                                                    | Batista (c) l-a invins pe Mr. Kennedy                                                  | Meci simplu pentruWorld Heavyweight Championship | 10:29 |
| 4                                                    | John Cena (c) l-a invins pe Umaga (cuArmando Alejandro Estrada)                        | Last Man Standing match pentru WWE Championship  | 23:09 |
| 5                                                    | The Undertaker a castigat eliminandu-l pe Shawn Michaels                               | 2007 - Meci Royal Rumble                         | 56:18 |
| (c) – înseamnă campionii care-și pun titlul în meci. |                                                                                        |                                                  |       |

## Royal Rumble: intrări în meci și eliminări
| Nr. | Concurent                | Brand     | Ordinea eliminări | Eliminat prin                                                                                          | Timp  | Eliminări |
| --- | ------------------------ | --------- | ----------------- | --- | ----- | --------- |
| 1   | Ric Flair                | Raw       | 1                 | Edge                                                                                                   | 05:40 | 0         |
| 2   | Finlay                   | SmackDown | 12                | Shawn Michaels                                                                                         | 32:33 | 0         |
| 3   | Kenny Dykstra            | Raw       | 2                 | Edge                                                                                                   | 04:05 | 0         |
| 4   | Matt Hardy               | SmackDown | 9                 | Randy Orton                                                                                            | 18:55 | 0         |
| 5   | Edge                     | Raw       | 28                | Shawn Michaels                                                                                         | 44:02 | 5         |
| 6   | Tommy Dreamer            | ECW       | 3                 | Kane                                                                                                   | 06:41 | 0         |
| 7   | Sabu                     | ECW       | 4                 | Kane                                                                                                   | 05:28 | 0         |
| 8   | Gregory Helms            | SmackDown | 5                 | King Booker                                                                                            | 06:50 | 0         |
| 9   | Shelton Benjamin         | Raw       | 14                | Shawn Michaels                                                                                         | 22:22 | 1         |
| 10  | Kane                     | SmackDown | 11                | King Booker                                                                                            | 13:21 | 3         |
| 11  | CM Punk                  | ECW       | 22                | The Great Khali                                                                                        | 27:16 | 1         |
| 12  | King Booker              | SmackDown | 10                | Kane                                                                                                   | 09:22 | 3         |
| 13  | Super Crazy              | Raw       | 7                 | Edge & Randy Orton                                                                                     | 04:32 | 0         |
| 14  | Jeff Hardy               | Raw       | 8                 | Edge                                                                                                   | 03:39 | 0         |
| 15  | The Sandman              | ECW       | 6                 | King Booker                                                                                            | 00:13 | 0         |
| 16  | Randy Orton              | Raw       | 27                | Shawn Michaels                                                                                         | 27:15 | 2         |
| 17  | Chris Benoit             | SmackDown | 19                | The Great Khali                                                                                        | 17:52 | 3         |
| 18  | Rob Van Dam              | ECW       | 21                | The Great Khali                                                                                        | 16:28 | 2         |
| 19  | Viscera                  | Raw       | 13                | Chris Benoit, CM Punk, Edge, Hardcore Holly, Johnny Nitro, Kevin Thorn, Rob Van Dam & Shelton Benjamin | 06:22 | 0         |
| 20  | Johnny Nitro             | Raw       | 15                | Chris Benoit                                                                                           | 06:18 | 1         |
| 21  | Kevin Thorn              | ECW       | 16                | Chris Benoit                                                                                           | 06:15 | 1         |
| 22  | Hardcore Holly           | ECW       | 18                | The Great Khali                                                                                        | 10:21 | 1         |
| 23  | Shawn Michaels           | Raw       | 29                | The Undertaker                                                                                         | 24:11 | 4         |
| 24  | Chris Masters            | Raw       | 17                | Rob Van Dam                                                                                            | 03:32 | 0         |
| 25  | Chavo Guerrero           | SmackDown | 24                | The Great Khali                                                                                        | 06:24 | 0         |
| 26  | Montel Vontavious Porter | SmackDown | 26                | The Undertaker                                                                                         | 07:32 | 0         |
| 27  | Carlito                  | Raw       | 23                | The Great Khali                                                                                        | 03:19 | 0         |
| 28  | The Great Khali          | Raw       | 25                | The Undertaker                                                                                         | 03:45 | 7         |
| 29  | The Miz                  | SmackDown | 20                | The Great Khali                                                                                        | 00:07 | 0         |
| 30  | The Undertaker           | SmackDown | —                 | CâștigătorUndertaker                                                                                   | 13:15 | 3         |